# 108. Infanterie-Division (Deutsches Kaiserreich)
Die 108. Infanterie-Division war ein Großverband der Preußischen Armee im Ersten Weltkrieg.

## Geschichte
Der Großverband bestand bereits seit Anfang Mai 1915 als behelfsmäßige Division „Beckmann“ und wurde im November des Jahres als 108. Division etatisiert. Bis Dezember 1917 war die Division an der Ostfront im Einsatz und wurde nach dem dortigen Waffenstillstand an die Westfront verlegt. Hier wurde sie nach schweren Verlusten am 19. September 1918 aufgelöst.

### Gefechtskalender

#### 1915
- 07. Mai bis 13. Juli – Gefechte an der unteren Dubissa
- 19. bis 26. Mai – Gefecht um Rossienie
- 27. bis 29. Mai – Gefecht um Girtakol
- 04. bis 7. Juni – Gefecht bei Cytowiany
- 08. bis 9. Juni – Gefecht bei Ilgize
- 14. bis 25. Juli – Schlacht um Schaulen
- 30. Juli bis 7. August – Schlacht um Kupischki
- 20. August bis 8. September – Stellungskämpfe an der Swjenta und Jara
- 09. bis 30. September – Schlacht vor Dünaburg
  - 13. bis 30. September – Kämpfe um den Brückenkopf Dünaburg
- 01. bis 31. Oktober – Kämpfe zwischen Dryswjaty-See und Meddum-See
- ab 1. November – Stellungskämpfe vor Dünaburg

#### 1916
- bis 7. Juni – Stellungskämpfe vor Dünaburg
- 07. bis 8. Juni – Reserve Oberost
- 09. Juni bis 15. Juli – Kämpfe am Styr und Stochod
- 16. bis 27. Juli – Kämpfe am oberen Styr-Stochod
- 28. Juli bis 4. November – Schlacht bei Kowel
- ab 5. November – Stellungskämpfe am oberen Styr-Stochod

#### 1917
- bis 1. Dezember – Stellungskämpfe am oberen Styr-Stochod
- 02. bis 12. Dezember – Waffenruhe
- 05. bis 12. Dezember – Transport nach dem Westen
- ab 13. Dezember – Stellungskämpfe an der Ailette

#### 1918
- bis 20. April – Stellungskämpfe nördlich der Ailette
- 23. bis 26. April – Kämpfe an der Avre und bei Montdidier und Noyon
- 01. Mai bis 7. August – Kämpfe an der Ancre, Somme und Avre
- 08. bis 20. August – Abwehrschlacht zwischen Somme und Avre
- 22. August bis 2. September – Schlacht Albert-Péronne
- 08. bis 18. September – Abwehrschlacht zwischen Cambrai und St. Quentin
- 19. September – Auflösung der Division

## Gliederung

### Kriegsgliederung vom 3. Oktober 1915
- 5. Infanterie-Brigade
  - 1. Oberrheinisches Infanterie-Regiment Nr. 97
  - 2. Unter-Elsässisches Infanterie-Regiment Nr. 137
  - Reserve-Infanterie-Regiment Nr. 265
  - Reserve-Dragoner-Regiment Nr. 1
  - Feldartillerie-Regiment Nr. 243
  - 1. Kompanie/Reserve-Pionier-Bataillon Nr. 1
  - Scheinwerferzug Nr. 275
  - Fernsprech-Doppelzug Nr. 108

### Kriegsgliederung vom 26. April 1918
- 5. Infanterie-Brigade
  - 1. Oberrheinisches Infanterie-Regiment Nr. 97
  - 2. Unter-Elsässisches Infanterie-Regiment Nr. 137
  - Reserve-Infanterie-Regiment Nr. 265
  - 6. Eskadron/Braunschweigisches Husaren-Regiment Nr. 17
- Artillerie-Kommandeur Nr. 29
  - Feldartillerie-Regiment Nr. 243
- Pionier-Bataillon Nr. 108
- Divisions-Nachrichten-Kommandeur Nr. 108

## Kommandeure
| Dienstgrad      | Name                                  | Datum                                        |
| --------------- | ------------------------------------- | -------------------------------------------- |
| Generalmajor    | Max Karl Gottlob Beckmann             | 20. März 1915 bis 20. April 1917             |
| Oberst          | Friedrich Gündell                     | 17. Januar bis 10. März 1918 (in Vertretung) |
| Generalleutnant | Friedrich Wilhelm Ferdinand von Campe | 11. März bis 21. September 1918              |